# Il valzer di un giorno
Albums de Gianmaria Testa
Lampo
(1999) Altre latitudini
(2003)
Il valzer di un giorno est un album de Gianmaria Testa, réalisé en collaboration avec le poète et guitariste Pier Mario Giovannone, paru en octobre 2000 chez Harmonia Mundi.

## Liste des titres de l'album
1. Il viaggio
2. Sono belle le cose
3. Dentro ta tasca di un qualunque mattino
4. Un aeroplano a vela
5. La traiettorie delle mongolfiere
6. Sappi che tutte le strade
7. Come le onde del mare
8. Lampo
9. Citta lunga
10. Avrei voluto baciarti
11. Gli amanti di roma
12. L'automobile
13. Le donne nelle stazioni
14. Piccoli fiumi
15. Mi sento solo
16. Polvere di gesso
17. Il valzer di un giorno
18. Plage du prophète[3]

## Musiciens ayant participé à l'album
- Gianmaria Testa : chant et guitare
- Pier Mario Giovannone : guitare et mélodica